# Liliko Ogasawaraová
Liliko Ogasawaraová (* 21. května 1972, Englewood, New Jersey, USA) je bývalá americká zápasnice – judistka a grapplerka.

## Sportovní kariéra
S judem začínala v útlém dětství pod vedením svého japonského otce Nagayasu, který se v New Jersey usadil koncem šedesátých let dvacátého století. Na střední škole Pascack Valley High patřila k průkopnicím ženského zápasu. V americké ženské reprezentaci se pohybovala od svých 14 let. Do roku 1993 startovala převážně ve střední váze do 66 kg, ale do americké olympijské kvalifikace v roce 1992 šla v nižší polostřední váze do 61 kg. Ve finále prohrála s Lynn Roethkeovou a na olympijských hrách v Barceloně nestartovala. Od roku 1993 startovala pravidelně ve střední váze a zařadila se mezi přední světové judistky. V roce 1996 startovala na domácích olympijských hrách v Atlantě jako největší americká ženská naděje na medaili, ale nevyladila optimálně formu. V úvodním kole prohrála na body (yuko) s Nizozemkou Claudií Zwiersovou a v opravném pavouku vybojovala dělené 7. místo. Sportovní kariéru ukončila předčasně v roce 1998 z důvodu ztráty motivace (z rozhovorů, které podávala byl cítit syndrom vyhoření).
Pracuje jako terapeutka v oboru závislostí (alkohol, drogy apod.)

## Výsledky
| Turnaj                  | 1988         | 1989         | 1990         | 1991         | 1992         | 1993         | 1994         | 1995         | 1996         | 1997         |
| Turnaj                  | 16           | 17           | 18           | 19           | 20           | 21           | 22           | 23           | 24           | 25           |
| Turnaj                  | střední váha | střední váha | střední váha | střední váha | střední váha | střední váha | střední váha | střední váha | střední váha | střední váha |
| ----------------------- | ------------ | ------------ | ------------ | ------------ | ------------ | ------------ | ------------ | ------------ | ------------ | ------------ |
| Olympijské hry          | —            |              |              |              | —            |              |              |              | 7.           |              |
| Mistrovství světa       |              | —            |              | úč.          |              | 2.           |              | 3.           |              | úč.          |
| Panamerické hry         |              |              |              | 3.           |              |              |              | 2.           |              |              |
| Panamerické mistrovství | 1.           |              | —            |              | —            |              | —            |              | —            | —            |
| MS juniorů              |              |              | 3.           |              |              |              |              |              |              |              |